# Al-Mulk
Al-Mulk (arab. ‏سورة الملك‎) – 67. sura Koranu. Nazwa tej sury odnosi się do wyrażenia Malik ul Mulk (مالك الملك), dosłownie „król królestwa”, które jest jednym z 99 imion Allaha.
Sura wychwala wszechmoc i wszechwiedzę Allaha i zapowiada, że wszyscy którzy odrzucają ostrzeżenia proroków, znajdą się w piekle jako „towarzysze płonącego ognia”.
Mahomet powiedział, że każdy kto modli się co noc recytując tę surę, będzie oszczędzony od tortury w grobie.